# Liste de coups d'État et de tentatives de coup d'État

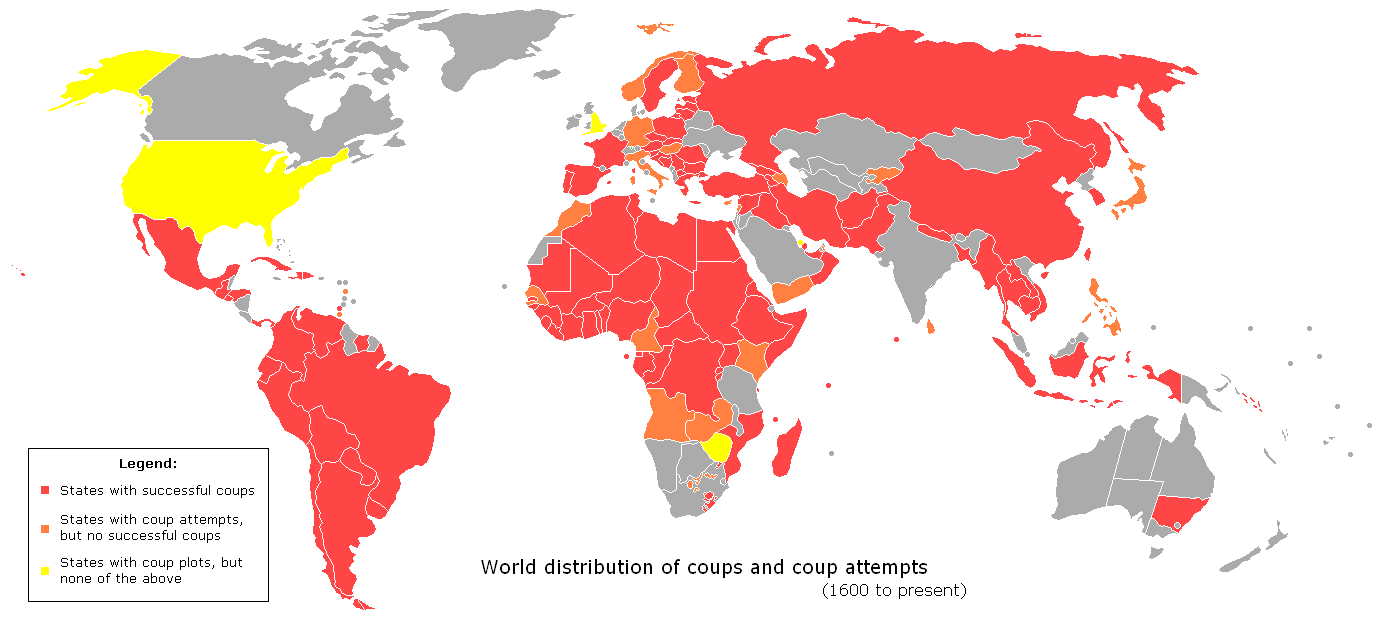
Carte des coups d'État et de tentatives de coup d'État dans le monde depuis le XVIIe siècle.

Cette liste (non exhaustive) ne recense que les coups d'État et tentatives de coup d'État, et pas les révolutions ou insurrections ne visant pas à renverser le pouvoir.
La plupart des coups d'État ayant eu lieu dans le monde l'ont été principalement en Afrique et en Amérique du Sud.

## Liste
En italique, les coups d'État ayant échoué.

### Avant leXVIIIesiècle
| Année               | Pays                                | Auteur                                           | Cible                                         | Notes | Sources |
| ------------------- | ----------------------------------- | ------------------------------------------------ | --------------------------------------------- | --- | ------- |
| vers 2330 av. J.-C. | Royaume de Kish (Mésopotamie)       | Sargon                                           | Ur-Zababa                                     | Sargon, ministre du roi Ur-Zababa, usurpe le pouvoir par un coup d'État et fonde l'Empire akkadien. | [ 2 ]   |
| 1590 av. J.-C.      | Royaume hittite                     | Hantili Ier                                      | Mursili Ier                                   | | [ 3 ]   |
| 1333 av. J.-C.      | Babylone                            | Nazi-Bugash                                      | Kara-hardash                                  | |         |
| 885 av. J.-C.       | Royaume d'Israël                    | Zimri                                            | Éla                                           | |         |
| 841 av. J.-C.       | Royaume d'Israël                    | Jéhu                                             | Joram                                         | |         |
| 561 av. J.-C.       | Grèce antique                       | Pisistrate                                       | Oligarchie                                    | Premier coup d'État de Pisistrate qui devient le premier tyran d'Athènes. |         |
| 510 av. J.-C.       | Grèce antique                       | Clisthène                                        | Hippias                                       | Hippias, tyran d'Athènes, est renversé par un coup d'État militaire ; avec l'aide des Alcméonides et du roi de Sparte Cléomène, Clisthène prend le pouvoir. |         |
| 399 av. J.-C.       | Égypte (Basse époque)               | Néphrites                                        | Amyrtée                                       | Amyrtée, pharaon de la XXVIIIe dynastie, est renversé par le général Néphéritès, et exécuté à Memphis. |         |
| 395 av. J.-C.       | Sparte                              | Cinadon                                          | Agésilas II                                   | Conspiration de Cinadon |         |
| 354 av. J.-C.       | Grande-Grèce (Sicile)               | Callippe                                         | Dion de Syracuse                              | |         |
| 317 av. J.-C.       | Grande-Grèce (Sicile)               | Agathocle                                        | Oligarques syracusains                        | |         |
| 225 av. J.-C.       | Royaume Gréco-Bactrien              | Euthydème                                        | Diodote II                                    | |         |
| 185 av. J.-C.       | Empire maurya                       | Pushyamitra Shunga                               | Brihadratha Maurya                            | Coup d'État des Shunga (pt) | [ 4 ]   |
| 142 av. J.-C.       | Empire Séleucide                    | Diodote Tryphon                                  | Antiochos VI                                  | |         |
| 126 av. J.-C.       | Empire Séleucide                    | Alexandre II Zabinas                             | Démétrios II Nicator                          | |         |
| 73 av. J.-C.        | Empire shunga                       | Vasudeva Kanva                                   | Devabhûti                                     | | [ 5 ]   |
| 65                  | Empire romain d'Occident            | Pison                                            | Néron                                         | Échec du complot dirigé contre l'empereur Néron (voir Conjuration de Pison). |         |
| 249                 | Royaume de Wei                      | Sima Yi                                          | Cao Shuang                                    | Incident des tombes de Gaoping | [ 6 ]   |
| 260                 | Royaume de Wei                      | Cao Mao                                          | Sima Zhao                                     | Tentative de coup d'État de Cao Mao |         |
| 293                 | Empire Sassanide                    | Narseh                                           | Vahram III                                    | Après quatre mois règne, Vahram III est renversé par son grand-oncle Narseh, soutenu par la noblesse. |         |
| 350                 | Empire romain d'Occident            | Magnence                                         | Constant Ier                                  | Magnence, officier d'origine franque, soulève une partie de l'armée, renverse l'empereur Constant Ier, et prend le contrôle de la partie occidentale de l'Empire romain ; Constant doit prendre la fuite et est assassiné au pied des Pyrénées. |         |
| 530                 | Royaume Vandale (Carthage)          | Gélimer                                          | Hildéric                                      | Le renversement d'Hildéric, favorable aux Byzantins, sert de prétexte à l'empereur Justinien pour intervenir en Afrique et conquérir le royaume vandale. | [ 7 ]   |
| 590                 | Espagne Wisigothique                | Argimund                                         | Récarède Ier                                  | Échec de la tentative de coup d'État menée par le duc Argimund qui voulait éliminer le roi et monter sur le trône. |         |
| 602                 | Empire byzantin                     | Phocas                                           | Maurice Ier                                   | |         |
| 603                 | Espagne Wisigothique                | Wittéric                                         | Liuva II                                      | |         |
| 3 octobre 610       | Empire byzantin                     | Héraclius                                        | Phocas                                        | | [ 8 ]   |
| 630                 | Empire Sassanide (Perse)            | Schahr-Barâz                                     | Ardachîr III                                  | Le général Schahr-Barâz renverse et tue le jeune souverain sassanide et s'empare du pouvoir avant d'être assassiné quarante jours plus tard, victime d'une conspiration dirigée par les partisans de Bûrândûkht. |         |
| 631                 | Espagne Wisigothique                | Sisenand                                         | Swinthila                                     | Institution en Espagne lors du IVe concile de Tolède d'une monarchie élective pour lutter contre la constante instabilité politique. |         |
| 637                 | Empire byzantin                     | Jean Athalarichos                                | Héraclius                                     | Échec du complot visant à détrôner l'empereur Héraclius. |         |
| 641                 | Empire byzantin                     | Valentinus                                       | Héraclonas                                    | |         |
| 642                 | Espagne Wisigothique                | Chindaswinthe                                    | Tulga                                         | |         |
| 661                 | Royaume Lombard                     | Grimoald de Bénévent                             | Godepert                                      | |         |
| 692                 | Espagne Wisigothique                | Sunifred                                         | Égica                                         | Égica remonte sur le trône quelques mois plus tard en renversant à son tour l'usurpateur Sunifred. |         |
| 695                 | Empire byzantin                     | Léonce                                           | Justinien II                                  | La politique de Justinien II, hostile à l’aristocratie, accroissant la pression fiscale, imposant des transferts de population, devient impopulaire : il est renversé par une insurrection conduite par les « Bleus ». Mutilé, Justinien est exilé par le général Léonce qui usurpe le trône. |         |
| 698                 | Empire byzantin                     | Apsimar                                          | Léonce                                        | En Crète, les troupes byzantines revenant d'Afrique proclament l’amiral Apsimar empereur sous le nom de Tibère III. Avec le concours de la faction des « Verts », Apsimar pille Constantinople et renverse l'empereur Léonce qui est mutilé et relégué dans un monastère. |         |
| 701                 | Royaume Lombard                     | Raginpert                                        | Liutpert                                      | |         |
| 768                 | Royaume des Asturies                | Aurelio                                          | Fruela Ier                                    | Fruela Ier est victime d'un complot fomenté par des nobles qui portent au pouvoir son cousin Aurelio. |         |
| 776                 | Empire byzantin                     | Nicéphore                                        | Léon IV le Khazar                             | |         |
| 820                 | Empire byzantin                     | Michel l'Amorien                                 | Léon V l'Arménien                             | |         |
| 969                 | Empire byzantin                     | Jean Tzimiskès                                   | Nicéphore II Phocas                           | L'empereur Nicéphore II Phocas est victime d'un complot monté par son neveu, le général Jean Tzimiskès, amant de l'impératrice Théophano. Nicéphore II est assassiné pendant son sommeil, dans le palais impérial de Boucoléon à Constantinople. |         |
| 1047                | Empire byzantin                     | Léon Tornikios                                   | Constantin IX                                 | Échec du complot dirigé par le général Léon Tornikios, soutenu par les armées des thèmes d'Occident, contre l'empereur Constantin IX. |         |
| 1059                | Empire byzantin                     | Isaac Comnène                                    | Michel VI                                     | Le vieil empereur Michel VI est renversé après une année de règne par le général Isaac Comnène, soutenu par une partie de l'armée et de l'aristocratie, et par le patriarche de Constantinople Michel Ier Cérulaire. |         |
| 1062                | Saint-Empire romain germanique      | Annon II de Cologne                              | Agnès de Poitiers et Henri IV                 | Coup d'État de Kaiserswerth |         |
| 1081                | Empire byzantin                     | Alexis Comnène                                   | Nicéphore III Botaniatès                      | Le général Alexis Comnène, représentant l'alliance de l'aristocratie terrienne et du parti militaire, entre à Constantinople et renverse Nicéphore III Botaniatès à la faveur d'une mutinerie de l'armée. |         |
| 1195                | Empire byzantin                     | Alexis Ange                                      | Isaac II Ange                                 | |         |
| 1240                | Sultanat Ayyoubide                  | Mamelouks                                        | Al-Adil II Sayf ad-Din                        | Les Mamelouks, mécontents d'Al-Adil II, le renversent et offrent le trône à l'émir de Damas Malik al-Salih Ayyoub. |         |
| 1250                | Sultanat Ayyoubide                  | Mamelouks                                        | Tûrân Châh                                    | Tûrân Châh est renversé et massacré après six mois de règne par les Mamelouks qui nomment sultane sa belle-mère, Chajar ad-Durr, qui épousera leur chef Izz al-Din Aybak, créant une nouvelle dynastie, les Bahrites. |         |
| 1266                | Khanat de Djaghataï (Asie centrale) | Baraq                                            | Mubarak Shah                                  | Mubarak Shah est renversé et exilé par le prince djaghataïde Baraq, soutenu par l'armée et par le khagan mongol Kubilai Khan. |         |
| 1290                | Sultanat de Delhi                   | Jalâl ud-Dîn Fîrûz Khaljî (Dynastie des Khaldjî) | Muizz ud-Dîn Kaiqûbâd (Dynastie des esclaves) | Révolution khaldjî (en) | [ 9 ]   |
| 1296                | Sultanat de Delhi                   | Alâ ud-Dîn Khaljî                                | Jalâl ud-Dîn Fîrûz Khaljî                     | | [ 10 ]  |
| 1331                | Royaume d'Hanthawaddy ( Birmanie)   | Sanda Min Hla                                    | Zein Pun                                      | |         |
| 1331                | Second Empire bulgare               | Boyards hostiles                                 | Ivan Stefan                                   | |         |
| 1336                | Royaume de Sagaing ( Birmanie)      | Shwetaungtet                                     | Tarabya Ier                                   | Le roi de Sagaing Tarabya Ier est renversé par son fils Shwetaungtet |         |
| 1340                | Royaume de Sagaing ( Birmanie)      | Nanda Pakyan                                     | Shwetaungtet                                  | Le roi de Sagaing Shwetaungtet est renversé par son premier ministre Nanda Pakyan |         |
| 1400                | Royaume d'Angleterre ( Royaume-Uni) | Nobles hostiles (« Soulèvement de l'Épiphanie ») | Henri IV                                      | Échec du complot visant à tuer le roi Henri IV et restaurer Richard II. Exécution (hanged, drawn and quartered) des principaux chefs de la conspiration : John Montagu, Jean Holland, Thomas Holland et Thomas le Despenser. |         |
| 1493                | Empire Songhaï                      | Mohammed Touré                                   | Sonni Baro                                    | |         |
| 1500                | Sultanat mamelouk d'Égypte          | Al-Adil Tuman Bay                                | Al-Achraf Janbalat                            | |         |
| 1605                | Royaume de Kakhétie ( Géorgie)      | Constantin                                       | Alexandre II                                  | Le vieux roi Alexandre II est assassiné avec son troisième fils et successeur désigné Georges à l'instigation de son quatrième fils, le prince Constantin, converti à l'islam, et poussé par son entourage perse et sur le conseil du Chah Abbas Ier. Le parricide prend le nom de Constantin Khan et usurpe le pouvoir. Il ne parviendra pas à se maintenir sur le trône et sera vaincu neuf mois plus par l'armée levée par la veuve de son frère aîné David Ier, et tué au combat. |         |
| 1610                | Russie                              | Boyards                                          | Vassili IV Chouiski                           | À la suite de la débâcle des forces russes à la Bataille de Klouchino, les boyards de Moscou fomentent un coup d'État contre Vassili IV et proclament Ladislas IV Vasa Tsar de Russie sans que ce dernier ne règne, faute d'accord avec la Pologne. |         |
| 1622                | Empire ottoman                      | Janissaires                                      | Osman II                                      | Le sultan Osman II, âgé de dix-sept ans, est renversé et assassiné par les janissaires qui rappellent sur le trône Moustapha Ier qui avait été lui-même renversé quatre ans plus tôt ; Osman II est le premier sultan ottoman à être victime d'un régicide. |         |

### XVIIIesiècle
| Année            | Pays                                 | Auteur                                                        | Cible                                | Notes                                        | Sources |
| ---------------- | ------------------------------------ | ------------------------------------------------------------- | ------------------------------------ | -------------------------------------------- | ------- |
| 29 juillet 1711  | Empire ottoman ( Régence de Tripoli) | Ahmad Karamanli                                               | Abu Umays Mahmud                     | Coup d'État de Karamanli (en)                | [ 11 ]  |
| 28 février 1719  | Empire moghol                        | Frères Sayyid (en)                                            | Farrukhsiyâr                         |                                              | [ 12 ]  |
| 1748             | Perse                                | Ebrahim Afchar                                                | Adil Châh                            | Adil Châh est renversé par son frère Ebrahim |         |
| 9 juillet 1762   | Empire russe                         | Catherine II de Russie                                        | Pierre III de Russie                 |                                              | [ 13 ]  |
| août 1772        | Suède                                | Gustave III de Suède                                          | Le régime parlementaire              |                                              | [ 14 ]  |
| 1784             | Danemark                             | Frédéric VII de Danemark                                      | Frédéric VI de Danemark              |                                              |         |
| 4 septembre 1797 | France                               | Paul Barras, Rewbell et La Réveillère                         | François Barthélemy et Lazare Carnot | Coup d'État du 18 Fructidor an V             | [ 15 ]  |
| 11 mai 1798      | France                               | Paul Barras, Rewbell et La Réveillère                         | Les jacobins                         | Loi du 22 Floréal an VI                      | [ 16 ]  |
| 18 juin 1799     | France                               | Conseil des Cinq-Cents, Emmanuel-Joseph Sieyès et Paul Barras | Le Directoire                        | Coup d'État du 30 Prairial an VII            |         |
| 9 novembre 1799  | France                               | Napoléon Bonaparte et Emmanuel-Joseph Sieyès                  | Le Directoire de Paul Barras         | Coup d'État du 18 Brumaire                   | [ 17 ]  |

### XIXesiècle
| Année             | Pays                 | Auteur                                                                              | Cible                                           | Notes | Sources |
| ----------------- | -------------------- | ----------------------------------------------------------------------------------- | ----------------------------------------------- | --- | ------- |
| 17 octobre 1806   | Haïti                | Alexandre Pétion, Henri Christophe                                                  | Jean-Jacques Dessalines                         | Assassinat de Jean-Jacques Dessalines |         |
| 1807              | Empire ottoman       | Janissaires                                                                         | Sélim III                                       | Dépositions ottomanes de 1807-1808 |         |
| 1809              | Suède                | Georges d'Adlersparre et Carl Johan Adlercreutz                                     | Gustave IV Adolphe de Suède                     | Coup d'État de 1809 en Suède |         |
| 23 octobre 1812   | France               | Claude François de Malet                                                            | Napoléon Bonaparte                              | Coup d'État de Malet | [ 18 ]  |
| 1er janvier 1820  | Royaume d'Espagne    | Rafael del Riego                                                                    | La monarchie absolue de Ferdinand VII d'Espagne | Pronunciamiento de Riego |         |
| 7 juillet 1822    | Royaume d'Espagne    | Membres de la Garde royale                                                          | Francisco Martínez de la Rosa                   | Coup d'État de juillet 1822 |         |
| 14 décembre 1825  | Russie               | Serge Troubetzkoï                                                                   | Nicolas Ier de Russie                           | Insurrection Décabriste | [ 19 ]  |
| 2 février 1831    | Belgique             | Mouvement orangiste                                                                 | Patriotes belges                                | Coup d'état orangiste de 1831 à Gand |         |
| 9 février 1839    | Bolivie              | José Miguel de Velasco                                                              | Andrés de Santa Cruz                            | Coup d'État de 1839 en Bolivie (es) |         |
| 1840              | Espagne              | Baldomero Espartero                                                                 | Marie-Christine de Bourbon                      | |         |
| 15 septembre 1843 | Grèce                | Andréas Metaxás                                                                     | Le gouvernement « bavarois » du roi Othon Ier   | Coup d'État du 3 septembre 1843 |         |
| 1851              | Royaume de Portugal  | João de Saldanha                                                                    | António da Costa Cabral                         | |         |
| 2 décembre 1851   | France               | Louis-Napoléon Bonaparte                                                            | Le régime parlementaire                         | Coup d'État du 2 décembre 1851 | [ 20 ]  |
| 1854              | Espagne              | Leopoldo O'Donnell                                                                  | Luis José Sartorius                             | Révolution espagnole de 1854 | [ 21 ]  |
| 6 décembre 1860   | Transvaal            | Stephanus Schoeman (en)                                                             | Johannes Hermanus Grobler (en)                  | Premier coup d'Etat en Afrique contre un président élu en République du Transvaal en future Afrique du Sud. L’élection présidentielle de 1864 rétablit la légalité constitutionnelle. |         |
| 1870              | Royaume de Portugal  | João de Saldanha                                                                    | Nuno de Moura                                   | |         |
| octobre 1871      | Liberia              | Joseph Jenkins Roberts                                                              | Edward James Roye                               | Coup d'État de 1871 au Liberia |         |
| 22 juillet 1872   | Pérou                | Tomás Gutiérrez                                                                     | José Balta                                      | Rébellion des frères Gutiérrez |         |
| 3 janvier 1874    | République espagnole | Manuel Pavía                                                                        | Emilio Castelar                                 | Coup d'État de Pavía | [ 22 ]  |
| 29 décembre 1874  | République espagnole | Martínez Campos                                                                     | Francisco Serrano                               | Pronunciamiento de Martínez Campos |         |
| 1878              | Empire ottoman       | Ali Suavi                                                                           | Abdülhamid II                                   | | [ 23 ]  |
| 3 octobre 1879    | Haïti                | Richelieu Duperval, Lysius Salomon                                                  | Joseph Lamothe                                  | |         |
| 1881              | Bulgarie             | Alexandre Ier de Bulgarie                                                           | Le régime parlementaire                         | |         |
| 22 novembre 1885  | Népal                | Khadga Shumsher (en), Bhim Shumsher (en), Bir Shumsher (en) et Dambar Shumsher (en) | Rana Udip Singh Bahadur Rana (en)               | Coup d'État de 1885 au Népal |         |
| 1886              | Bulgarie             | Stefan Stambolov                                                                    | Alexandre Ier de Bulgarie                       | Coup d'État de 1886 en Bulgarie (en) |         |
| 15 novembre 1889  | Empire du Brésil     | Manuel Deodoro da Fonseca                                                           | Pierre II                                       | Proclamation de la république au Brésil | [ 24 ]  |
| 1893              | Royaume de Serbie    | Alexandre Ier                                                                       | Les régents du royaume                          | |         |
| 1894              | Royaume de Serbie    | Alexandre Ier                                                                       | Le régime parlementaire                         | |         |
| 1895              | Transvaal            | Leander Jameson                                                                     | Gouvernement de la république d'Afrique du Sud  | Le raid Jameson, tentative impérialiste britannique, échoue. Il est généralement considéré comme le casus belli de la seconde guerre des Boers.                                       |         |
| décembre 1896     | Rwanda               | Nyirayuhi Kanjogera                                                                 | Mibambwe IV                                     | Coup d'État de Rucunshu qui amène le mwami Yuhi V à monter sur le trône. | [ 25 ]  |
| 23 février 1899   | France               | Paul Déroulède                                                                      | La Troisième République                         | Tentative de coup d'État du 23 février 1899 |         |

### XXesiècle

#### Années 1900
| Année        | Pays              | Auteur                                   | Cible                   | Notes              | Sources |
| ------------ | ----------------- | ---------------------------------------- | ----------------------- | ------------------ | ------- |
| 27 juin 1901 | Népal             | Chandra Shumsher Rana (en)               | Dev Shumsher Rana (en)  |                    | [ 26 ]  |
| 10 juin 1903 | Royaume de Serbie | Dragutin Dimitrijević                    | Alexandre Ier de Serbie | Coup d'État de mai | [ 27 ]  |
| 28 août 1909 | Grèce             | Nikolaos Zorbas et Eleftherios Venizelos | Dimitrios Rallis        | Coup de Goudi      |         |

#### Années 1910
| Année           | Pays                      | Auteur                                         | Cible                   | Notes                                           | Sources |
| --------------- | ------------------------- | ---------------------------------------------- | ----------------------- | ----------------------------------------------- | ------- |
| 9 février 1913  | Mexique                   | Victoriano Huerta                              | Francisco I. Madero     | Décade tragique                                 | [ 28 ]  |
| 1914            | Empire ottoman ( Albanie) | Essad Pacha                                    | Mustafa Bej Ndroqi      |                                                 |         |
| 14 mai 1915     | Portugal                  | Joaquim Pimenta de Castro et Manuel de Arriaga | Le régime parlementaire | Coup d'État du 14 mai 1915 au Portugal          |         |
| 17 août 1916    | Grèce                     | Eleftherios Venizelos                          | Nikolaos Kalogeropoulos |                                                 |         |
| 27 janvier 1917 | Costa Rica                | Federico Tinoco Granados                       | Alfredo González Flores | Coup d'État de 1917 au Costa Rica               |         |
| 5 décembre 1917 | Portugal                  | Sidónio Pais                                   | Bernardino Machado      | Coup d'État de 1917 au Portugal                 | [ 29 ]  |
| 1919            | Hongrie                   | István Friedrich                               | Gyula Peidl             | Déclenche la république des conseils de Hongrie | [ 30 ]  |

#### Années 1920
| Année             | Pays         | Auteur                                   | Cible                        | Notes                                                                                | Sources |
| ----------------- | ------------ | ---------------------------------------- | ---------------------------- | ------------------------------------------------------------------------------------ | ------- |
| 13 mars 1920      | Allemagne    | Wolfgang Kapp                            | Friedrich Ebert              | Putsch de Kapp                                                                       | [ 31 ]  |
| 26 mai 1921       | Empire russe | Armées blanches                          | République d'Extrême-Orient  | Coup d'État de la Garde blanche au Primorié                                          |         |
| 11 septembre 1922 | Grèce        | Nikolaos Plastiras                       | Constantin Ier de Grèce      | Coup d'État du 11 septembre 1922                                                     |         |
| 27 octobre 1922   | Italie       | Benito Mussolini                         | Victor-Emmanuel III d'Italie | Marche sur Rome                                                                      | [ 32 ]  |
| 9 juin 1923       | Bulgarie     | Alexandre Tsankov                        | Alexandre Stambolijski       | Coup d'État du 9 juin 1923                                                           | [ 33 ]  |
| 13 septembre 1923 | Espagne      | Miguel Primo de Rivera                   | Manuel García Prieto         | Coup d'État de Primo de Rivera                                                       | [ 34 ]  |
| 22 octobre 1923   | Grèce        | Ioánnis Metaxás                          | Nikolaos Plastiras           | Tentative de coup d'État de 1923 en Grèce                                            |         |
| 8 novembre 1923   | Allemagne    | Adolf Hitler                             | La république de Weimar      | Putsch de la Brasserie                                                               | [ 35 ]  |
| 11 septembre 1924 | Chili        | Luis Altamirano                          | Arturo Alessandri Palma      | Première partie du Coup d'État de 1924-1925 au Chili                                 |         |
| 1er décembre 1924 | Estonie      | Jaan Anvelt et Karl Rimm (et)            | Friedrich Akel (en)          | Tentative de coup d'État en Estonie de 1924                                          |         |
| 23 décembre 1924  | Albanie      | Ahmed Zogu                               | Fan Noli                     |                                                                                      | [ 36 ]  |
| 23 janvier 1925   | Chili        | Carlos Ibáñez del Campo                  | Luis Altamirano              | Deuxième partie du Coup d'État de 1924-1925 au Chili                                 |         |
| 25 juin 1925      | Grèce        | Theodoros Pangalos                       | Andreas Michalakopoulos      |                                                                                      |         |
| 17 janvier 1926   | Nicaragua    | Emiliano Chamorro Vargas                 | Carlos José Solórzano        | Déclenche la Guerre civile nicaraguayenne (en)                                       | [ 37 ]  |
| 12 mai 1926       | Pologne      | Józef Pilsudski                          | Stanislaw Wojciechowski      | Coup d'État de mai (Pologne)                                                         | [ 38 ]  |
| 28 mai 1926       | Portugal     | Manuel Gomes da Costa                    | Bernardino Machado           | Coups d'État du 28 mai puis du 8 juillet 1926 qui déclenchent la Dictature Nationale | [ 39 ]  |
| 8 juillet 1926    | Portugal     | Óscar Carmona                            | Manuel Gomes da Costa        | Coups d'État du 28 mai puis du 8 juillet 1926 qui déclenchent la Dictature Nationale | [ 40 ]  |
| 22 août 1926      | Grèce        | Geórgios Kondýlis                        | Theodoros Pangalos           |                                                                                      |         |
| 17 décembre 1926  | Lituanie     | Antanas Smetona et Augustinas Voldemaras | Kazys Grinius                | Coup d'État de 1926 en Lituanie                                                      |         |
| janvier 1929      | Tannou-Touva | Donduk Kuular                            | Salchak Toka                 | Coup d'État de 1929 à Touva                                                          |         |
| septembre 1929    | Lituanie     | Antanas Smetona                          | Augustinas Voldemaras        |                                                                                      |         |

#### Années 1930
| Année            | Pays             | Auteur                                      | Cible                                             | Notes                                                                                    | Sources |
| ---------------- | ---------------- | ------------------------------------------- | ------------------------------------------------- | ---------------------------------------------------------------------------------------- | ------- |
| 3 octobre 1930   | Brésil           | Getúlio Vargas                              | Júlio Prestes et Washington Luís Pereira de Sousa | Révolution de 1930                                                                       | [ 41 ]  |
| 2 décembre 1931  | Salvador         | Maximiliano Hernández Martínez              | Augusto Farabundo Martí                           | Coup d'État de 1931 au Salvador                                                          | [ 42 ]  |
| 27 février 1932  | Finlande         | Vihtori Kosola et Kurt Martti Wallenius     | Pehr Evind Svinhufvud                             | Rébellion de Mäntsälä                                                                    | [ 43 ]  |
| 6 mars 1933      | Grèce            | Nikolaos Plastiras                          | Panagis Tsaldaris                                 |                                                                                          |         |
| 20 juin 1933     | Siam             | Phraya Phahon Pholphayuhasena               | Phraya Manopakon Nitithada                        | Coup d'état de 1933 au Siam (en)                                                         |         |
| 12 mars 1934     | Union soviétique | Konstantin Päts                             | Le régime parlementaire                           | Coup d'État de 1934 en Estonie (en)                                                      |         |
| 15 mai 1934      | RSS de Lettonie  | Karlis Ulmanis et Janis Balodis             | Le régime parlementaire                           | Coup d'État de 1934 en Lettonie                                                          | [ 44 ]  |
| 19 mai 1934      | Bulgarie         | Kimon Georgiev et Damian Velchev            | Bloc Populaire (régime parlementaire)             | Coup d'État de 1934 en Bulgarie (en)                                                     |         |
| 25 juillet 1934  | Autriche         | Nazis autrichiens                           | Engelbert Dollfuss                                | Putsch de juillet                                                                        | [ 45 ]  |
| 27 novembre 1934 | Bolivie          | Enrique Peñaranda                           | Daniel Salamanca                                  | Coup d'État de 1934 en Bolivie (en)                                                      |         |
| 1er mars 1935    | Grèce            | Nikolaos Plastiras et Elefthérios Venizélos | Panagis Tsaldaris                                 | Tentative de coup d'État de 1935 en Grèce                                                |         |
| 10 octobre 1935  | Grèce            | Anastasios Papoulas et Geórgios Kondýlis    | Panagis Tsaldaris et la République                | Coup d'État grec du 10 octobre 1935                                                      |         |
| 26 février 1936  | Japon            | Kōdōha                                      | Hirohito                                          | Incident du 26 février                                                                   | [ 46 ]  |
| 17 mai 1936      | Bolivie          | Germán Busch                                | José Luis Tejada Sorzano                          | Coup d'État de 1936 en Bolivie (en)                                                      |         |
| 6 juillet 1936   | Nicaragua        | Anastasio Somoza Garcia                     | Juan Bautista Sacasa                              |                                                                                          | [ 37 ]  |
| 17 juillet 1936  | Espagne          | Nationalistes espagnols                     | Seconde République                                | Soulèvement nationaliste des 17 et 18 juillet qui déclenchent la Guerre Civile Espagnole | [ 47 ]  |
| 4 août 1936      | Grèce            | Ioánnis Metaxás                             | Le régime parlementaire                           | Déclenche le Régime du 4-Août                                                            |         |

#### Années 1940
| Année            | Pays            | Auteur                             | Cible                          | Notes                                  | Sources |
| ---------------- | --------------- | ---------------------------------- | ------------------------------ | -------------------------------------- | ------- |
| 6 septembre 1940 | Roumanie        | Ion Antonescu et Garde de fer      | Le roi Carol II                |                                        | [ 48 ]  |
| 27 mars 1941     | Yougoslavie     | Pierre II de Yougoslavie           | Le régent Paul de Yougoslavie  | Coup d'État yougoslave de 1941         | [ 49 ]  |
| 4 juin 1943      | Argentine       | Arturo Rawson                      | Ramón Castillo                 | Déclenche la révolution de 1943        |         |
| 20 juillet 1944  | Reich allemand  | Claus von Stauffenberg             | Adolf Hitler                   | Complot du 20 juillet 1944             | [ 50 ]  |
| 23 août 1944     | Roumanie        | Michel Ier de Roumanie             | Ion Antonescu                  | Coup d'État roumain de 1944            | [ 51 ]  |
| 6 mars 1945      | Roumanie        | Andreï Vychinski et Petru Groza    | Nicolae Rădescu                |                                        | [ 48 ]  |
| 26 mai 1947      | Nicaragua       | Anastasio Somoza Garcia            | Leonardo Argüello Barreto (es) |                                        | [ 37 ]  |
| 8 novembre 1947  | Thaïlande       | Plaek Phibunsongkhram              | Thawan Thamrongnawasawat       | Coup d'état thaïlandais de 1947 (en)   |         |
| 25 février 1948  | Tchécoslovaquie | Klement Gottwald et Rudolf Slánský | Edvard Beneš                   | Coup de Prague                         | [ 52 ]  |
| 30 mars 1949     | Syrie           | Housni al-Zaïm                     | Choukri al-Kouatli             | Coup d'État de mars 1949 en Syrie (en) | [ 53 ]  |
| 14 août 1949     | Syrie           | Sami al-Hinnaoui                   | Housni al-Zaïm                 | Coup d'État d'août 1949 en Syrie (en)  | [ 53 ]  |
| 19 décembre 1949 | Syrie           | Adib Chichakli                     | Sami al-Hinnaoui               | Coup d'État de décembre 1949 en Syrie  | [ 53 ]  |

#### Années 1950
| Année             | Pays             | Auteur                                 | Cible                                      | Notes                                                                                                   | Sources |
| ----------------- | ---------------- | -------------------------------------- | ------------------------------------------ | --- | ------- |
| 10 mai 1950       | Haïti            | Franck Lavaud, Paul Magloire           | Léon Dumarsais Estimé                      | |         |
| 28 novembre 1951  | Syrie            | Adib Chichakli                         | Hachem al-Atassi et Maarouf al-Dawalibi    | Coup d'État de 1951 en Syrie                                                                            | [ 53 ]  |
| 29 novembre 1951  | Thaïlande        |                                        |                                            | Coup d'état silencieux en Thaïlande (en)                                                                |         |
| 10 mars 1952      | Cuba             | Fulgencio Batista                      | Carlos Prío Socarrás                       | Coup d'Etat de 1952 à Cuba                                                                              |         |
| 23 juillet 1952   | Royaume d'Égypte | Mouvement des Officiers Libres         | Farouk Ier                                 | Coup d'État de 1952 en Égypte                                                                           | [ 54 ]  |
| 17 octobre 1952   | Indonésie        | A. H. Nasution                         | Soekarno                                   | « Affaire du 17 octobre 1952 en Indonésie »                                                             | [ 55 ]  |
| 16 juin 1953      | Colombie         | Gustavo Rojas Pinilla                  | Roberto Urdaneta Arbeláez (Laureano Gómez) | | [ 56 ]  |
| 19 août 1953      | Iran             | CIA / Mohammad Reza Pahlavi            | Mohammad Mossadegh                         | Opération Ajax                                                                                          |         |
| 25 février 1954   | Syrie            | Hachem al-Atassi                       | Adib Chichakli                             | Coup d'État de 1954 en Syrie                                                                            | [ 53 ]  |
| 4 mai 1954        | Paraguay         | Alfredo Stroessner                     | Federico Chávez                            | Coup d'État de 1954 au Paraguay                                                                         |         |
| 13 juin 1954      | Yanaon ( Inde)   | Dadala Raphael Ramanayya (en)          | George Sala                                | Coup d'État de Yanaon.                                                                                  |         |
| 18 juin 1954      | Guatemala        | Carlos Castillo Armas                  | Jacobo Arbenz Guzmán                       | Déclenchée sous le nom d'Opération PBSuccess par la CIA                                                 | [ 57 ]  |
| 31 mars 1955      | Yémen            | Ahmad Yahya al-Thulaya (en)            | Ahmed ben Yahya                            | Tentative de coup d'État de 1955 au Yémen                                                               |         |
| 2 avril 1957      | Haïti            | Léon Cantave                           | Franck Sylvain                             | |         |
| juin 1957         | Soudan           | Abdel Rahman Ismail Kabeida            | Abdallah Khalil                            | Tentative de coup d'État de 1957 au Soudan                                                              |         |
| 14 juin 1957      | Haïti            | Antonio Kébreau                        | Daniel Fignolé                             | Coup d'État de juin 1957 en Haïti                                                                       | [ 58 ]  |
| 16 septembre 1957 | Thaïlande        | Sarit Thanarat                         | Plaek Phibunsongkhram                      | Coup d'État thaïlandais de 1957                                                                         |         |
| 13 mai 1958       | France           | Jacques Massu                          | Gouvernement Pierre Pflimlin               | Coup d’État du 13 mai 1958 qui débouche sur la crise de mai 1958                                        | [ 59 ]  |
| 14 juillet 1958   | Royaume d'Irak   | Abdul Karim Qasim                      | Fayçal II                                  | Déclenche la révolution irakienne                                                                       | [ 60 ]  |
| 28 juillet 1958   | Haïti            | Alix Pasquet                           | François Duvalier                          | Tentative de coup d'État en Haïti en juillet 1958                                                       | [ 61 ]  |
| 7 octobre 1958    | Pakistan         | Iskander Mirza                         | Feroz Khan Noon                            | Coup d'État du 7 et du 27 octobre 1958 au Pakistan                                                      | [ 62 ]  |
| 27 octobre 1958   | Pakistan         | Muhammad Ayub Khan                     | Iskander Mirza                             | Coup d'État du 7 et du 27 octobre 1958 au Pakistan                                                      | [ 62 ]  |
| 17 novembre 1958  | Soudan           | Ibrahim Abboud                         | Abdallah Khalil                            | Les militaires dissolvent le Parlement et suppriment l'alternance des partis à la présidence du Conseil | [ 63 ]  |
| 1er janvier 1959  | Cuba             | Fidel Castro (Mouvement du 26 Juillet) | Fulgencio Batista                          | Marque la fin de la révolution cubaine                                                                  | [ 64 ]  |

#### Années 1960
| Année              | Pays                      | Auteur                                                    | Cible                                   | Notes | Sources |
| ------------------ | ------------------------- | --------------------------------------------------------- | --------------------------------------- | --- | ------- |
| 27 mai 1960        | Turquie                   | Cemal Gürsel                                              | Celal Bayar                             | Coup d'État de 1960 en Turquie                                                                                      | [ 65 ]  |
| 14 septembre 1960  | Zaïre                     | Mobutu Sese Seko                                          | Patrice Lumumba                         | Coup d'État de 1960 en république du Congo                                                                          |         |
| 13 décembre 1960   | Éthiopie                  | Germame et Mengistu Neway                                 | Haile Selassie                          | Tentative de coup d'État éthiopien de 1960                                                                          | [ 66 ]  |
| 15 décembre 1960   | Népal                     | Mahendra Bir Bikram Shah                                  | B. P. Koirala                           | Coup d'État de 1960 au Népal                                                                                        |         |
| 28 janvier 1961    | Rwanda                    | Grégoire Kayibanda (MDR-Parmehutu)                        | Kigeli V                                | Coup d'État de Gitarama (en) qui renverse la monarchie rwandaise.                                                   | [ 67 ]  |
| 21 mars 1961       | France                    | Quatre généraux de l'armée française                      | Général de Gaulle                       | Putsch des généraux                                                                                                 | [ 68 ]  |
| 16 mai 1961        | Corée du Sud              | Park Chung-hee                                            | Yun Po-sun                              | Coup d'État de 1961 en Corée du Sud                                                                                 | [ 69 ]  |
| 28 septembre 1961  | Syrie                     | Officiers de l’armée syrienne                             | Gamal Abdel Nasser (Gouvernement d'RAU) | Coup d'État de 1961 en Syrie                                                                                        | [ 53 ]  |
| 13 janvier 1963    | Togo                      | Gnassingbé Eyadema                                        | Sylvanus Olympio                        | Coup d'État de 1963 au Togo                                                                                         | [ 70 ]  |
| 31 mars 1963       | Guatemala                 | Enrique Peralta Azurdia                                   | Miguel Ydígoras Fuentes                 | Coup d'État de 1963 au Guatemala                                                                                    |         |
| 11 juillet 1963    | Équateur                  | Junte militaire de l'Équateur                             | Carlos Julio Arosemena Monroy           | Coup d'État de 1963 en Équateur (en)                                                                                | [ 71 ]  |
| 3 octobre 1963     | Honduras                  | Oswaldo López Arellano                                    | Ramón Villeda Morales                   | Coup d'État de 1963 au Honduras (en)                                                                                | [ 72 ]  |
| 28 octobre 1963    | Dahomey                   | Christophe Soglo                                          | Hubert Maga                             | Coup d'État de 1963 au Dahomey                                                                                      | [ 73 ]  |
| 1er novembre 1963  | République du Viêt Nam    | Général Duong Van Minh                                    | Ngô Đình Diệm                           | Coup d'État de 1963 en république du Viêt Nam                                                                       | [ 74 ]  |
| 12 janvier 1964    | Tanzanie                  | John Okello                                               | Jamshid ben Abdallah                    | Révolution de Zanzibar                                                                                              |         |
| 30 janvier 1964    | République du Viêt Nam    | Général Nguyên Khanh                                      | Duong Van Minh                          | Coup d'État Sud-Vietnamien de janvier 1964                                                                          |         |
| 17 février 1964    | Gabon                     | Militaires gabonais                                       | Léon Mba                                | Coup d'État de 1964 au Gabon                                                                                        | [ 75 ]  |
| 31 mars 1964       | Brésil                    | Humberto de Alencar Castelo Branco                        | João Goulart                            | Coup d'État de 1964 au Brésil                                                                                       |         |
| 4 novembre 1964    | Bolivie                   | René Barrientos et Alfredo Ovando Candía                  | Víctor Paz Estenssoro                   | Coup d'État de 1964 en Bolivie                                                                                      |         |
| 19 juin 1965       | Algérie                   | Houari Boumédiène                                         | Ahmed Ben Bella                         | Coup d’État du 19 juin 1965                                                                                         | [ 76 ]  |
| 30 septembre 1965  | Indonésie                 | Groupes de soldats (lieutenant-colonel Oentoeng)          | Conseil des généraux (Soeharto)         | « Mouvement du 30 septembre 1965 » qui déclenche les massacres de 1965-1966 en Indonésie                            | [ 77 ]  |
| 18 octobre 1965    | Burundi                   | Gervais Nyangoma et Antoine Serukwavu                     | Mwambutsa IV                            | Coup d'État de 1965 au Burundi                                                                                      | [ 78 ]  |
| 24 novembre 1965   | Zaïre                     | Mobutu Sese Seko                                          | Joseph Kasa-Vubu                        | Coup d'État de 1965 en république démocratique du Congo                                                             | [ 79 ]  |
| 22 décembre 1965   | Dahomey                   | Christophe Soglo                                          | Tahirou Congacou                        | | [ 80 ]  |
| 31 décembre 1965   | République centrafricaine | Jean Bédel Bokassa                                        | David Dacko                             | Coup d'État de la Saint-Sylvestre                                                                                   | [ 81 ]  |
| 3 janvier 1966     | Haute-Volta               | Aboubacar Sangoulé Lamizana                               | Maurice Yaméogo                         | Coup d'État de 1966 en Haute-Volta                                                                                  |         |
| 15 janvier 1966    | Nigeria                   | Johnson Aguiyi-Ironsi                                     | Nnamdi Azikiwe                          | Coup d'État de 1966 au Nigeria                                                                                      |         |
| 21 février 1966    | Ghana                     | Joseph Arthur Ankrah                                      | Kwame Nkrumah                           | Coup d'État de 1966 au Ghana (es)                                                                                   | [ 82 ]  |
| 21 février 1966    | Syrie                     | Salah Jedid                                               | Parti Baas (Gouvernement Syrien)        | Coup d'État de 1966 en Syrie                                                                                        | [ 53 ]  |
| 2 mars 1966        | Ouganda                   | Milton Obote                                              | Edward Muteesa                          | | [ 83 ]  |
| 11 mars 1966       | Indonésie                 | Soeharto                                                  | Soekarno                                | « Ordre du 11 mars » par lequel le général Soeharto considère que le président Soekarno lui a transféré le pouvoir. |         |
| 27 juin 1966       | République du Congo       | Marien Ngouabi                                            | Alphonse Massamba-Débat                 | Tentative de coup d'État de 1966 au Congo                                                                           |         |
| 8 juillet 1966     | Burundi                   | Ntare V                                                   | Léopold Biha (en)                       | Coup d'État de juillet 1966 au Burundi                                                                              |         |
| 28 juillet 1966    | Nigeria                   | Yakubu Gowon                                              | Johnson Aguiyi-Ironsi                   | Contre-coup d'État de 1966 au Nigeria (en)                                                                          |         |
| 29 novembre 1966   | Burundi                   | Michel Micombero                                          | Ntare V                                 | Coup d'État de novembre 1966 au Burundi                                                                             | [ 84 ]  |
| 13 janvier 1967    | Togo                      | Étienne Gnassingbé                                        | Nicolas Grunitzky                       | Coup d'État togolais de 1967                                                                                        | [ 85 ]  |
| 21 avril 1967      | Grèce                     | Yeóryos Papadópoulos                                      | Panagiotis Kanellopoulos                | Coup d'État de 1967 en Grèce qui déclenche la Dictature des colonels                                                | [ 86 ]  |
| 17 décembre 1967   | Dahomey                   | Jean-Baptiste Hachème,Maurice Kouandété et Alphonse Alley | Christophe Soglo                        | |         |
| 4 septembre 1968   | République du Congo       | Marien Ngouabi                                            | Alphonse Massamba-Débat                 | Coup d'État de 1968 au Congo                                                                                        | [ 87 ]  |
| 3 octobre 1968     | Pérou                     | Juan Velasco Alvarado                                     | Fernando Belaúnde Terry                 | Déclenche le Dictature militaire dans le pays de 1968 à 1980                                                        | [ 88 ]  |
| 19 novembre 1968   | Mali                      | Moussa Traoré                                             | Modibo Keïta                            | Coup d'État de 1968 au Mali                                                                                         | [ 89 ]  |
| 25 mai 1969        | Soudan                    | Gaafar Nimeiry                                            | Ismail al-Azhari                        | Coup d'État de 1969 au Soudan (en)                                                                                  | [ 90 ]  |
| 1er septembre 1969 | Libye                     | Mouammar Kadhafi                                          | Idris Ier                               | Coup d'État de 1969 en Libye                                                                                        | [ 91 ]  |
| 26 septembre 1969  | Bolivie                   | Alfredo Ovando Candía                                     | Luis Adolfo Siles Salinas               | Coup d'État de 1969 en Bolivie                                                                                      |         |
| 21 octobre 1969    | Somalie                   | Mohamed Siad Barre                                        | Sheikh Mukhtar Mohamed Hussein (en)     | Coup d'État somalien de 1969                                                                                        | [ 92 ]  |
| 7 décembre 1969    | Libye                     | Adam al-Hawaz et Moussa Ahmed                             | Mouammar Kadhafi                        | Tentative de coup d'État de 1969 en Libye                                                                           | [ 93 ]  |
| 10 décembre 1969   | Dahomey                   | Maurice Kouandété                                         | Émile Derlin Zinsou                     | | [ 94 ]  |

#### Années 1970
| Année             | Pays                               | Auteur                            | Cible                                 | Notes | Sources |
| ----------------- | ---------------------------------- | --------------------------------- | ------------------------------------- | --- | ------- |
| 30 janvier 1970   | Lesotho                            | Joseph Leabua Jonathan            | Ntsu Mokhehle                         | Coup d'État de 1970 au Lesotho | [ 95 ]  |
| 23 mars 1970      | République populaire du Congo      | Pierre Kinganga                   | Marien Ngouabi                        | À la tête d'un commando, le lieutenant Kinganga s'empare des bâtiments de la radiodiffusion et télévision congolaise le 23 mars 1970, avant d'être abattu. | [ 96 ]  |
| 24 avril 1970     | Haïti                              | Octave Cayard                     | François Duvalier                     | Tentative de coup d'État de 1970 en Haïti |         |
| mai 1970          | Libye                              | Famille Al-Sanoussi               | Mouammar Kadhafi                      | Complot du Prince Noir (en) |         |
| 23 juillet 1970   | Oman                               | Qabus ibn Said                    | Saïd ibn Taimour                      | Coup d'État de 1970 à Oman | [ 97 ]  |
| 6 octobre 1970    | Bolivie                            | Juan José Torres                  | Alfredo Ovando Candía de facto        | Juan José Torres réalise un contre-coup d’État après que l'armée en est réalisée un contre Alfredo Ovando Candia quelques heures auparavant. |         |
| 16 novembre 1970  | Syrie                              | Hafez el-Assad                    | Salah Jedid                           | Coup d'État de 1970 en Syrie | [ 53 ]  |
| 25 novembre 1970  | Japon                              | Tatenokai                         | Gouvernement japonais                 | Le Tatenokai, mené par Yukio Mishima, tente de renverser le gouvernement en place, après avoir séquestré le commandant en chef de la Force terrestre d'autodéfense japonaise. Devant l'échec du putsch, Yukio Mishima et Masakatsu Morita, un autre membre du Tatenokai, se suicident par seppuku. | [ 98 ]  |
| 25 janvier 1971   | Ouganda                            | Idi Amin Dada                     | Milton Obote                          | Coup d'État de 1971 en Ouganda | [ 99 ]  |
| 12 mars 1971      | Turquie                            | Memduh Tağmaç (en)                | Süleyman Demirel                      | Coup d'État de 1971 en Turquie | [ 100 ] |
| 10 juillet 1971   | Maroc                              | Mohamed Medbouh                   | Hassan II                             | Coup d'État de Skhirat | [ 101 ] |
| 19 juillet 1971   | Soudan                             | Hashem al Atta (en)               | Gaafar Nimeiry                        | Coup d'État de 1971 au Soudan (en) | [ 102 ] |
| 21 août 1971      | Bolivie                            | Hugo Banzer Suárez                | Juan José Torres                      | Coup d'État de 1971 en Bolivie (es) | [ 103 ] |
| novembre 1971     | Thaïlande                          | Thanom Kittikhachon               | Son propre gouvernement               | Auto-coup d'état de 1971 en Thaïlande |         |
| 13 janvier 1972   | Ghana                              | Ignatius Kutu Acheampong          | Edward Akufo-Addo                     | | [ 104 ] |
| 15 février 1972   | Équateur                           | Guillermo Rodríguez (militaire)   | José María Velasco Ibarra             | Coup d'État de 1972 en Équateur |         |
| 22 février 1972   | République populaire du Congo      | Pro-Diawara                       | Marien Ngouabi                        | Tentative de coup d'État de 1972 au Congo | [ 105 ] |
| 22 février 1972   | Qatar                              | Khalifa ben Hamad Al Thani        | Ahmad ben Ali Al Thani                | Coup d'État de 1972 au Qatar |         |
| 16 août 1972      | Maroc                              | Mohamed Oufkir                    | Hassan II                             | Coup d'État des aviateurs | [ 106 ] |
| 26 octobre 1972   | Dahomey                            | Mathieu Kérékou                   | Justin Ahomadegbé                     | Coup d'État de 1972 au Dahomey |         |
| 5 juillet 1973    | Rwanda                             | Juvénal Habyarimana               | Grégoire Kayibanda                    | Coup d'État de 1973 au Rwanda (en) | [ 107 ] |
| 11 septembre 1973 | Chili                              | Augusto Pinochet                  | Salvador Allende                      | Coup d'État de 1973 au Chili | [ 108 ] |
| 15 avril 1974     | Niger                              | Seyni Kountché                    | Hamani Diori                          | Coup d'État de 1974 au Niger | [ 109 ] |
| 13 juin 1974      | Yémen                              | Ibrahim al-Hamdi                  | Abdel Rahman al-Iryani                | Coup d'État de 1974 au Yémen du Nord (en) |         |
| 15 juillet 1974   | Chypre                             | Níkos Sampsón                     | Makarios III                          | Coup d'État de 1974 à Chypre qui déclenche l'Invasion Turque de Chypre | [ 110 ] |
| 12 septembre 1974 | Éthiopie                           | Aman Andom                        | Hailé Sélassié Ier                    | Coup d'État de 1974 en Éthiopie | [ 111 ] |
| 13 avril 1975     | Tchad                              | Noël Milarew Odingar              | François Tombalbaye                   | Coup d'État de 1975 au Tchad | [ 112 ] |
| 29 juillet 1975   | Nigeria                            | Murtala Mohammed                  | Yakubu Gowon                          | Coup d'État de 1975 au Nigeria (en) |         |
| 3 août 1975       | Comores                            | Saïd Mohamed Jaffar et Ali Soilih | Ahmed Abdallah                        | | [ 113 ] |
| août 1975         | Jamahiriya arabe libyenne ( Libye) | Omar el-Hariri                    | Mouammar Kadhafi                      | | [ 114 ] |
| 13 février 1976   | Nigeria                            | Forces armées                     | Murtala Mohammed et Olusegun Obasanjo | Tentative de coup d'État de 1976 au Nigeria | [ 115 ] |
| 24 mars 1976      | Argentine                          | Jorge Rafael Videla               | Isabel Peron                          | Coup d'État de 1976 en Argentine | [ 116 ] |
| 6 octobre 1976    | Thaïlande                          | Sangad Chaloryu (en)              | Seni Pramot                           | Massacre de l'université Thammasat |         |
| 1er novembre 1976 | Burundi                            | Jean-Baptiste Bagaza              | Michel Micombero                      | Coup d'État de 1976 au Burundi | [ 117 ] |
| 17 janvier 1977   | Bénin                              | inconnu                           | Mathieu Kérékou                       | Tentative de coup d'État de 1977 au Bénin | [ 118 ] |
| 2 février 1977    | Soudan                             | Militaires soudanais              | Gaafar Nimeiry                        | Tentative de coup d'État de 1977 au Soudan (en) |         |
| 26 mars 1977      | Thaïlande                          | Chalard Hiranyasiri               | Thanin Kraiwichian                    | Tentative de coup d'état du 26 mars 1977 en Thaïlande (en) |         |
| 4 juin 1977       | Seychelles                         | France-Albert René                | James Mancham                         | Coup d'État de 1977 aux Seychelles | [ 119 ] |
| 4 juillet 1977    | Pakistan                           | Muhammad Zia-ul-Haq               | Zulfikar Ali Bhutto                   | Coup d'État connu sous le nom de « opération Fair Play » | [ 120 ] |
| 20 octobre 1977   | Thaïlande                          | Kriangsak Chamanan                | Thanin Kraiwichian                    | Coup d'État de 1977 en Thaïlande |         |
| 27 avril 1978     | Afghanistan                        | Nour Mohammad Taraki              | Mohammed Daoud Khan                   | Révolution de Saur | [ 121 ] |
| 13 mai 1978       | Comores                            | Bob Denard                        | Ali Soilih                            | Coup d'État de 1978 aux Comores | [ 122 ] |
| 5 juillet 1978    | Ghana                              | Frederick William Kwasi Akuffo    | Ignatius Kutu Acheampong              | |         |
| 10 juillet 1978   | Mauritanie                         | Moustapha Ould Saleck             | Moktar Ould Daddah                    | Coup d'État de 1978 en Mauritanie | [ 123 ] |
| 10 février 1979   | République populaire du Congo      | Denis Sassou-Nguesso              | Joachim Yhombi-Opango                 | | [ 124 ] |
| 23 mars 1979      | Tchad                              | Goukouni Oueddei                  | Félix Malloum                         | Pendant la Deuxième Guerre civile Tchadienne |         |
| 6 avril 1979      | Mauritanie                         | Mohamed Khouna Ould Haidalla      | Moustapha Ould Saleck                 | Coup d'État de 1979 en Mauritanie |         |
| 10 avril 1979     | Ouganda                            | Yusuf Lule                        | Idi Amin Dada                         | | [ 125 ] |
| 4 juin 1979       | Ghana                              | Jerry Rawlings                    | Frederick William Kwasi Akuffo        | |         |
| 3 août 1979       | Guinée équatoriale                 | Teodoro Obiang Nguema Mbasogo     | Francisco Macías Nguema               | Coup d'État de 1979 en Guinée équatoriale | [ 126 ] |
| 20 septembre 1979 | République centrafricaine          | David Dacko                       | Bokassa Ier                           | Opération Caban | [ 127 ] |

#### Années 1980
| Année                    | Pays                      | Auteur                         | Cible                        | Notes | Sources |
| ------------------------ | ------------------------- | ------------------------------ | ---------------------------- | --- | ------- |
| 12 avril 1980            | Liberia                   | Samuel Doe                     | William Richard Tolbert      | Coup d'État de 1980 au Libéria (en) |         |
| avril 1980               | Rwanda                    | Théoneste Lizinde              | Juvénal Habyarimana          | | [ 25 ]  |
| 17 juillet 1980          | Bolivie                   | Luis García Meza Tejada        | Lidia Gueiler Tejada         | Coup d'État de 1980 en Bolivie (es) |         |
| 12 septembre 1980        | Turquie                   | Kenan Evren                    | İhsan Sabri Çağlayangil      | Coup d'État de 1980 en Turquie | [ 128 ] |
| 14 novembre 1980         | Guinée-Bissau             | João Bernardo Vieira           | Luís Cabral                  | Coup d'État de 1980 en Guinée-Bissau | [ 129 ] |
| 25 novembre 1980         | Haute-Volta               | Saye Zerbo                     | Sangoulé Lamizana            | Coup d'État de 1980 en Haute-Volta |         |
| 23 février 1981          | Espagne                   | Antonio Tejero Molina          | Juan Carlos Ier              | Coup d'État du 23-F | [ 130 ] |
| 30 juillet 1981          | Gambie                    | Kukoi Sanyang (en)             | Dawda Jawara                 | Tentative de coup d'État de 1981 en Gambie (en) | [ 131 ] |
| 1er septembre 1981       | République centrafricaine | André Kolingba                 | David Dacko                  | Coup d'État de 1981 en Centrafrique |         |
| 25 novembre 1981         | Seychelles                | Mercenaires sud-africains      | France-Albert René           | Tentative de coup d'État de 1981 aux Seychelles | [ 132 ] |
| 31 décembre 1981         | Ghana                     | Jerry Rawlings                 | Hilla Limann                 | Coup d'État de 1981 au Ghana |         |
| 7 juin 1982              | Tchad                     | Hissène Habré                  | Goukouni Oueddei             | |         |
| 1er août 1982            | Kenya                     | Hezekiah Ochuka (en)           | Daniel arap Moi              | Tentative de coup d'État de 1982 au Kenya |         |
| 7 novembre 1982          | Haute-Volta               | Jean-Baptiste Ouédraogo        | Saye Zerbo                   | Coup d'État de 1982 en Haute-Volta |         |
| 28 février 1983          | Haute-Volta               | Officiers rebelles             | Jean-Baptiste Ouédraogo      | Tentative de coup d'État de 1983 en Haute-Volta |         |
| 3 août 1983              | Haute-Volta               | Thomas Sankara                 | Jean-Baptiste Ouédraogo      | Coup d'État de 1983 en Haute-Volta | [ 133 ] |
| 31 décembre 1983         | Nigeria                   | Muhammadu Buhari               | Shehu Shagari                | Coup d'État de 1983 au Nigeria (en) |         |
| 3 avril 1984             | Guinée                    | Lansana Conté                  | Louis Lansana Beavogui       | Coup d'État de 1984 en Guinée |         |
| 6 avril 1984             | Cameroun                  | Officiers rebelles             | Paul Biya                    | Tentative de coup d'État de 1984 au Cameroun | [ 134 ] |
| 8 mai 1984               | Libye                     | Front de salut national libyen | Mouammar Kadhafi             | | [ 93 ]  |
| 12 décembre 1984         | Mauritanie                | Maaouiya Ould Taya             | Mohamed Khouna Ould Haidalla | Coup d'État de 1984 en Mauritanie | [ 135 ] |
| 6 avril 1985             | Soudan                    | Abdel Rahman Swar al-Dahab     | Gaafar Nimeiry               | Coup d'État de 1985 au Soudan | [ 136 ] |
| 27 juillet 1985          | Ouganda                   | Bazilio Olara Okello           | Milton Obote                 | Coup d'État de 1985 en Ouganda | [ 137 ] |
| 26 août 1985             | Nigeria                   | Ibrahim Babangida              | Muhammadu Buhari             | Coup d'État de 1985 au Nigeria (en) | [ 138 ] |
| 15 janvier 1986          | Lesotho                   | Justin Lekhanya                | Joseph Leabua Jonathan       | Coup d'État de 1986 au Lesotho | [ 139 ] |
| 23 septembre 1986        | Togo                      | Officiers rebelles             | Gnassingbé Eyadema           | Tentative de coup d'État de 1986 au Togo (en) | [ 140 ] |
| mai 1987 et octobre 1987 | Fidji                     | Sitiveni Rabuka                | Timoci Bavadra               | Deux coups d'État successifs, en mai et octobre, menés par le colonel Sitiveni Rabuka, renversent le gouvernement démocratique du premier ministre Timoci Bavadra et aboutissent à l'abolition de la monarchie des Fidji en faveur d'une république. | [ 141 ] |
| 3 septembre 1987         | Burundi                   | Pierre Buyoya                  | Jean-Baptiste Bagaza         | Coup d'État de 1987 au Burundi (en) | [ 142 ] |
| 15 octobre 1987          | Burkina Faso              | Blaise Compaoré                | Thomas Sankara               | Coup d'État de 1987 au Burkina Faso | [ 143 ] |
| 7 novembre 1987          | Tunisie                   | Zine El-Abidine Ben Ali        | Habib Bourguiba              | Coup d'État du 7 novembre 1987 | [ 144 ] |
| 3 février 1989           | Paraguay                  | Andrés Rodríguez Pedotti       | Alfredo Stroessner           | Coup d'État de 1989 au Paraguay |         |
| 2 avril 1989             | Haïti                     | Himmler Rebu                   | Prosper Avril                | Tentative de coup d'État de 1989 en Haïti |         |
| 30 juin 1989             | Soudan                    | Omar el-Béchir                 | Ahmed al-Mirghani            | Coup d'État de 1989 au Soudan | [ 145 ] |

#### Années 1990
| Année                         | Pays                             | Auteur                    | Cible                        | Notes                                                                                                  | Sources |  |
| ----------------------------- | -------------------------------- | ------------------------- | ---------------------------- | --- | ------- |  |
| 1er décembre 1990             | Tchad                            | Idriss Déby Itno          | Hissène Habré                | Coup d'État de 1990 au Tchad (en)                                                                      | [ 146 ] |  |
| 23 février 1991               | Thaïlande                        | Suchinda Khra-prayun      | Chatchai Chunhawan           | Coup d'État de 1991 en Thaïlande                                                                       |         |  |
| 26 mars 1991                  | Mali                             | Amadou Toumani Touré      | Moussa Traoré                | Coup d'État de 1991 au Mali                                                                            | [ 147 ] |  |
| 19 août 1991                  | Union soviétique                 | Guennadi Ianaïev          | Mikhaïl Gorbatchev           | Putsch de Moscou                                                                                       | [ 148 ] |  |
| 30 septembre 1991             | Haïti                            | Raoul Cédras              | Jean-Bertrand Aristide       | Coup d'État de 1991 en Haïti                                                                           |         |  |
| 22 décembre 1991              | Géorgie                          | Edouard Chevardnadze      | Zviad Gamsakhourdia          | Coup d'État de 1991 en Géorgie qui marque le début de la Guerre civile géorgienne                      | [ 149 ] |  |
| 4 février et 27 novembre 1992 | Venezuela                        | Hugo Chávez               | Carlos Andrés Pérez          | Tentatives de coup d'État de 1992 au Venezuela                                                         | [ 150 ] |  |
| 29 avril 1992                 | Sierra Leone                     | Valentine Strasser        | Joseph Saidu Momoh           | Coup d'État de 1992 en Sierra Leone                                                                    | [ 151 ] |  |
| 22 octobre 1993               | Libye                            | Armée libyenne            | Mouammar Kadhafi             | Coup d'État de 1993 en Libye                                                                           | [ 93 ]  |  |
| 17 novembre 1993              | Nigeria                          | Sani Abacha               | Ernest Shonekan              | Coup d'État de 1993 au Nigeria                                                                         | [ 152 ] |  |
| 6 avril 1994                  | Rwanda                           | Pasteur Bizimungu         | Théodore Sindikubwabo        | Attentat du 6 avril 1994 au Rwanda qui déclenche le Génocide des Tutsis                                | [ 153 ] |  |
| 22 juillet 1994               | Gambie                           | Yahya Jammeh              | Dawda Jawara                 | Coup d'État de 1994 en Gambie                                                                          | [ 154 ] |  |
| 15 août 1995                  | Sao Tomé-et-Principe             | Manuel Quintas de Almeida | Miguel Trovoada              | Coup d'État de 1995 à Sao Tomé-et-Principe                                                             | [ 155 ] |  |
| 28 septembre 1995             | Comores                          | Ayouba Combo              | Said Mohamed Djohar          | Echoue à cause de l'opération Azalée menée par l'armée française.                                      | [ 156 ] |  |
| 27 janvier 1996               | Niger                            | Ibrahim Baré Maïnassara   | Mahamane Ousmane             | Coup d'État de 1996 au Niger                                                                           | [ 157 ] |  |
| 25 juillet 1996               | Burundi                          | Pierre Buyoya             | Sylvestre Ntibantunganya     | Coup d'État de 1996 au Burundi                                                                         | [ 158 ] |  |
| 28 février 1997               | Turquie                          | Armée turque              | Necmettin Erbakan            | Mémorandum militaire turc de 1997                                                                      | [ 159 ] |  |
| 17 mai 1997                   | République démocratique du Congo | Laurent-Désiré Kabila     | Mobutu Sese Seko             | Marque la fin de la première guerre du Congo.                                                          | [ 160 ] |  |
| 28 octobre 1997               | Zambie                           | Steven Lungu              | Frederick Chiluba            | Tentative de coup d'État de 1997 en Zambie                                                             | [ 161 ] |  |
| 7 juin 1998                   | Guinée-Bissau                    | Ansoumane Mané            | João Bernardo Vieira         | Tentative de coup d'État de 1998 en Guinée-Bissau qui marque le début de la guerre civile dans le pays |         |  |
| 9 avril 1999                  | Niger                            | Daouda Malam Wanké        | Ibrahim Baré Maïnassara      | Coup d'État de 1999 au Niger                                                                           | [ 162 ] |  |
| 30 avril 1999                 | Comores                          | Azali Assoumani           | Tadjidine Ben Said Massounde | Coup d'État de 1999 aux Comores                                                                        | [ 163 ] |  |
| 7 mai 1999                    | Guinée-Bissau                    | Ansumane Mané             | João Bernardo Vieira         | Coup d'État de 1999 en Guinée-Bissau qui marque la fin de la guerre civile dans le pays                | [ 164 ] |  |
| 12 octobre 1999               | Pakistan                         | Pervez Musharraf          | Nawaz Sharif                 | Coup d'État de 1999 au Pakistan                                                                        | [ 165 ] |  |
| 24 décembre 1999              | Côte d'Ivoire                    | Robert Guéï               | Henri Konan Bédié            | Coup d'État de 1999 en Côte d'Ivoire                                                                   | [ 166 ] |  |

### XXIesiècle

#### Années 2000
| Année             | Pays                      | Auteur                                               | Cible                              | Notes | Sources |
| ----------------- | ------------------------- | ---------------------------------------------------- | ---------------------------------- | --- | ------- |
| 19 mai 2000       | Fidji                     | George Speight                                       | Mahendra Chaudhry                  | Coup d'État de 2000-2001 aux Fidji                                                                                | [ 167 ] |
| 7 janvier 2001    | Côte d'Ivoire             | Ibrahim Coulibaly « IB » ou « Major», alias Djibilan | Laurent Gbagbo                     | Complot de la Mercedes noire                                                                                      | [ 168 ] |
| 18 avril 2001     | Burundi                   | Gaston Ntakarutimana                                 | Pierre Buyoya                      | Tentative de coup d'État de 2001 au Burundi                                                                       | [ 169 ] |
| 27 mai 2001       | République centrafricaine | André Kolingba                                       | Ange-Félix Patassé                 | Tentative de coup d'État de 2001 en Centrafrique.                                                                 | [ 170 ] |
| 11 avril 2002     | Venezuela                 | Pedro Carmona                                        | Hugo Chávez                        | Coup d'État de 2002 au Venezuela                                                                                  | [ 171 ] |
| 19 septembre 2002 | Côte d'Ivoire             | Officiers Rebelles                                   | Laurent Gbagbo                     | Tentative de coup d'État de 2002 en Côte d'Ivoire qui marque le début de la crise politico-militaire dans le pays | [ 172 ] |
| 15 mars 2003      | République centrafricaine | François Bozizé                                      | Ange-Félix Patassé                 | Coup d'État de 2003 en Centrafrique                                                                               | [ 173 ] |
| 16 juillet 2003   | Sao Tomé-et-Principe      | Fernando Pereira                                     | Fradique de Menezes                | Coup d'État de 2003 à Sao Tomé-et-Principe                                                                        | [ 174 ] |
| 14 septembre 2003 | Guinée-Bissau             | Veríssimo Correia Seabra                             | Kumba Ialá                         | Coup d'État de 2003 en Guinée-Bissau                                                                              | [ 175 ] |
| 29 février 2004   | Haïti                     | FLRN                                                 | Jean-Bertrand Aristide             | Coup d'État de 2004 en Haïti                                                                                      |         |
| 8 mars 2004       | Guinée équatoriale        | Severo Moto Nsá                                      | Teodoro Obiang Nguema Mbasogo      | Tentative de coup d'État de 2004 en Guinée équatoriale                                                            | [ 176 ] |
| 16 mai 2004       | Tchad                     | Bechir Haggar                                        | Idriss Déby                        | Tentative de coup d'État de 2004 au Tchad (en)                                                                    | [ 177 ] |
| 22 avril 2005     | Togo                      | Faure Gnassingbé                                     | Fambaré Ouattara Natchaba          | Coup d'État de 2005 au Togo                                                                                       | [ 178 ] |
| 3 août 2005       | Mauritanie                | Ely Ould Mohamed Vall                                | Maaouiya Ould Sid'Ahmed Taya       | Coup d'État de 2005 en Mauritanie                                                                                 | [ 179 ] |
| 14 mars 2006      | Tchad                     | Tom et Timane Erdimi                                 | Idriss Déby                        | Tentative de coup d'État de 2006 au Tchad                                                                         | [ 180 ] |
| 19 septembre 2006 | Thaïlande                 | Sonthi Boonyaratglin                                 | Thaksin Shinawatra                 | Coup d'État de 2006 en Thaïlande                                                                                  | [ 181 ] |
| 17 novembre 2006  | Madagascar                | Général Andrianafidisoa                              | Marc Ravalomanana                  | Tentative de coup d'État de 2006 à Madagascar                                                                     | [ 182 ] |
| 5 décembre 2006   | Fidji                     | Frank Bainimarama                                    | Laisenia Qarase                    | Coup d'État de 2006 aux Fidji                                                                                     | [ 183 ] |
| 6 août 2008       | Mauritanie                | Mohamed Ould Abdel Aziz                              | Sidi Mohamed Ould Cheikh Abdallahi | Coup d'État de 2008 en Mauritanie                                                                                 | [ 184 ] |
| 23 décembre 2008  | Guinée                    | Moussa Dadis Camara                                  | Gouvernement                       | Coup d'État de 2008 en Guinée                                                                                     | [ 185 ] |
| 17 mars 2009      | Madagascar                | Andry Rajoelina                                      | Marc Ravalomanana                  | Déclenche la Crise politique de 2009 à Madagascar                                                                 | [ 186 ] |
| 28 juin 2009      | Honduras                  | Forces armées du Honduras                            | Manuel Zelaya                      | Coup d'État de 2009 au Honduras                                                                                   | [ 187 ] |

#### Années 2010
| Année             | Pays                                                             | Auteur                                        | Cible                        | Notes                                                                                   | Sources |
| ----------------- | ---------------------------------------------------------------- | --------------------------------------------- | ---------------------------- | --------------------------------------------------------------------------------------- | ------- |
| 18 février 2010   | Niger                                                            | Salou Djibo                                   | Mamadou Tandja               | Coup d'État de 2010 au Niger                                                            | [ 188 ] |
| 1er avril 2010    | Guinée-Bissau                                                    | Militaires rebelles                           | Carlos Gomes Júnior          | Soulèvement militaire de 2010 en Guinée-Bissau                                          | [ 189 ] |
| 30 septembre 2010 | Équateur                                                         | Police et Armée                               | Rafael Correa                | Crise politique équatorienne de 2010                                                    | [ 190 ] |
| 27 février 2011   | République démocratique du Congo                                 | ?                                             | Joseph Kabila                | Tentative de coup d'État de 2011 en république démocratique du Congo                    | [ 191 ] |
| 12 juillet 2011   | Niger                                                            | Officiers rebelles                            | Mahamadou Issoufou           | Tentative de coup d'État de 2011 au Niger (en)                                          |         |
| décembre 2011     | Bangladesh                                                       | Officiers islamistes                          | Sheikh Hasina                | Tentative de coup d'État au Bangladesh en 2011                                          |         |
| 26 décembre 2011  | Guinée-Bissau                                                    | Bubo Na Tchuto (en)                           | Malam Bacai Sanhá            | Tentative de coup d'État de 2011 en Guinée-Bissau                                       |         |
| 21 mars 2012      | Mali                                                             | Amadou Haya Sanogo                            | Amadou Toumani Touré         | Coup d'État de 2012 au Mali                                                             | [ 192 ] |
| 12 avril 2012     | Guinée-Bissau                                                    | Mamadu Ture Kuruma                            | Carlos Gomes Júnior          | Coup d'État de 2012 en Guinée-Bissau.                                                   | [ 193 ] |
| 2012              | Côte d'Ivoire                                                    | Officiers militaires fidèles à Laurent Gbagbo | Alassane Ouattara            | Tentative de coup d'État de 2012 en Côte d'Ivoire                                       |         |
| 24 mars 2013      | République centrafricaine                                        | Michel Djotodia                               | François Bozizé              | Le président Bozizé part en exil à la suite de la deuxième guerre civile centrafricaine | [ 194 ] |
| avril 2013        | Comores                                                          | Ikililou Dhoinine                             | Mahmoud Ahmed Abdallah       | Tentative de coup d'État de 2013 aux Comores                                            |         |
| 3 juillet 2013    | Égypte                                                           | Armée égyptienne                              | Mohamed Morsi                | Coup d'État de 2013 en Égypte                                                           | [ 195 ] |
| 10 octobre 2013   | Libye                                                            | Mustafa Treiki                                | Ali Zeidan                   | Tentative de coup d'État de 2013 en Libye                                               | [ 196 ] |
| 22 mai 2014       | Thaïlande                                                        | Prayut Chan-o-cha                             | Niwatthamrong Boonsongpaisan | Putsh du 22 mai 2014                                                                    | [ 197 ] |
| 30 août 2014      | Lesotho                                                          | Kennedy Tlali Kamoli                          | Tom Thabane                  | Crise politique de 2014 au Lesotho (en)                                                 | [ 198 ] |
| 31 octobre 2014   | Burkina Faso                                                     | manifestations anti-compaoré                  | Blaise Compaoré              | Révolution de 2014 au Burkina Faso                                                      |         |
| 30 décembre 2014  | Gambie                                                           | Lamin Sanneh                                  | Yahya Jammeh                 | Tentative de coup d'État de 2014 en Gambie                                              | [ 199 ] |
| 13 mai 2015       | Burundi                                                          | Godefroid Niyombare                           | Pierre Nkurunziza            | Tentative de coup d'État de 2015 au Burundi                                             | [ 200 ] |
| 16 septembre 2015 | Burkina Faso                                                     | Gilbert Diendéré                              | Michel Kafando               | Tentative de coup d'État de 2015 au Burkina Faso                                        | [ 201 ] |
| 15 juillet 2016   | Turquie                                                          | Muharrem Köse                                 | Recep Tayyip Erdoğan         | Tentative de coup d'État militaire de 2016 en Turquie                                   | [ 202 ] |
| 14 novembre 2017  | Zimbabwe                                                         | Emmerson Mnangagwa                            | Robert Mugabe                | Coup d'État de 2017 au Zimbabwe                                                         | [ 203 ] |
| 20 novembre 2017  | République populaire de Lougansk (État sécessionniste d'Ukraine) | Igor Kornet Leonid Passetchnik                | Igor Plotnitski              | Coup d'État de 2017 à Louhansk                                                          | [ 204 ] |
| 7 janvier 2019    | Gabon                                                            | Kelly Ondo Obiang                             | Ali Bongo                    | Tentative de coup d'État de 2019 au Gabon                                               | [ 205 ] |
| 11 avril 2019     | Soudan                                                           | Ahmed Awad Ibn Auf                            | Omar El-Béchir               | Coup d'État de 2019 au Soudan                                                           | [ 206 ] |

#### Années 2020
| Année             | Pays                             | Auteur                                                                              | Cible                                                             | Notes                                                                | Sources |
| ----------------- | -------------------------------- | ----------------------------------------------------------------------------------- | ----------------------------------------------------------------- | -------------------------------------------------------------------- | ------- |
| 18 août 2020      | Mali                             | Assimi Goïta                                                                        | Ibrahim Boubacar Keïta                                            | Coup d'État de 2020 au Mali                                          | [ 207 ] |
| 6 janvier 2021    | États-Unis                       | Partisans du président sortant Donald Trump                                         | Joe Biden (président élu)                                         | Assaut du Capitole par des partisans de Donald Trump                 | [ 208 ] |
| 1er février 2021  | Birmanie                         | Min Aung Hlaing                                                                     | Win Myint                                                         | Coup d'État de 2021 en Birmanie                                      | [ 209 ] |
| 31 mars 2021      | Niger                            | Sani Saley Gourouza                                                                 | Mahamadou Issoufou                                                | Tentative de coup d'État de 2021 au Niger                            | [ 210 ] |
| 21 avril 2021     | Tchad                            | Mahamat Idriss Déby                                                                 | Haroun Kabadi (de jure)                                           | Conseil militaire de transition                                      | [ 211 ] |
| 24 mai 2021       | Mali                             | Assimi Goïta                                                                        | Bah N'Daw                                                         | Coup d'État de 2021 au Mali                                          | [ 212 ] |
| 5 septembre 2021  | Guinée                           | Mamadi Doumbouya                                                                    | Alpha Condé                                                       | Coup d'État de 2021 en Guinée                                        | [ 213 ] |
| 25 octobre 2021   | Soudan                           | Abdel Fattah al-Burhan                                                              | Abdallah Hamdok                                                   | Coup d'État de 2021 au Soudan                                        | [ 214 ] |
| 24 janvier 2022   | Burkina Faso                     | Paul-Henri Sandaogo Damiba                                                          | Roch Marc Christian Kaboré                                        | Coup d'État de janvier 2022 au Burkina Faso                          | [ 215 ] |
| 30 septembre 2022 | Burkina Faso                     | Ibrahim Traoré                                                                      | Paul-Henri Sandaogo Damiba                                        | Coup d'État de septembre 2022 au Burkina Faso                        | [ 216 ] |
| 7 décembre 2022   | Pérou                            | Pedro Castillo                                                                      | Congrès de la République                                          | Tentative d'auto-coup d'État de 2022 au Pérou                        | [ 217 ] |
| 16 décembre 2022  | Allemagne                        | Mouvement des Citoyens du Reich                                                     | État Allemand                                                     | Projet de coup d'État                                                | [ 218 ] |
| 20 décembre 2022  | Gambie                           | Un groupe de soldats                                                                | Adama Barrow                                                      | Tentative d'État de 2022 en Gambie                                   | [ 219 ] |
| 8 janvier 2023    | Brésil                           | Partisans de l'ancien président Jair Bolsonaro                                      | Palais présidentiel, Congrès national et Tribunal suprême fédéral | Invasion du Congrès national du Brésil                               | [ 217 ] |
| 23 juin 2023      | Russie                           | Evgueni Prigojine (Groupe Wagner)                                                   | Vladimir Poutine                                                  | Rébellion du groupe Wagner                                           | [ 220 ] |
| 26 juillet 2023   | Niger                            | Abdourahamane Tchiani (Conseil national pour la sauvegarde de la patrie)            | Mohamed Bazoum                                                    | Coup d'État de 2023 au Niger                                         | [ 221 ] |
| 30 août 2023      | Gabon                            | Brice Oligui Nguema (Comité pour la transition et la restauration des institutions) | Ali Bongo                                                         | Coup d'État de 2023 au Gabon                                         | [ 222 ] |
| 30 novembre 2023  | Guinée-Bissau                    | Victor Tchongo                                                                      | Umaro Sissoco Embaló                                              | Tentative de coup d'État de 2023 en Guinée-Bissau                    | [ 223 ] |
| 19 mai 2024       | République démocratique du Congo | Christian Malanga                                                                   | Félix Tshisekedi                                                  | Tentative de coup d'État de 2024 en république démocratique du Congo | [ 224 ] |
| 26 juin 2024      | Bolivie                          | Juan José Zúñiga                                                                    | Gouvernement Arce                                                 | Tentative de coup d'État de 2024 en Bolivie                          | [ 225 ] |
| 3 décembre 2024   | Corée du Sud                     | Yoon Suk Yeol                                                                       | Assemblée nationale                                               | Loi martiale sud-coréenne de 2024                                    | ,       |
| 8 décembre 2024   | Syrie                            | Hayat Tahrir al-Cham                                                                | Bachar El-Assad                                                   | Chute du régime                                                      |         |
| 9 janvier 2025    | Tchad                            | Un commando                                                                         | Présidence                                                        | Tentative de coup d'état de 2025 au Tchad                            | [ 228 ] |